# Fépin
Fépin (in vallone Fepén) è un comune francese di 283 abitanti situato nel dipartimento delle Ardenne nella regione del Grand Est.

## Società

### Evoluzione demografica
Abitanti censiti